# Розвадов
Розвадов (укр. Розвадів) — село в Стрыйском районе Львовской области Украины. Административный центр Розвадовской сельской общины. Расположено на левом берегу реки Днестр, находится в 3 км от Николаева. Название происходит от древнерусского имени Розвад.
Население по переписи 2001 года составляло 3210 человек. Население по данным на 2025 год составляет 3,1 тысяча человек. Занимает площадь 3,29 км². Почтовый индекс — 81634. Телефонный код — 3241.